# Heiner Rickers

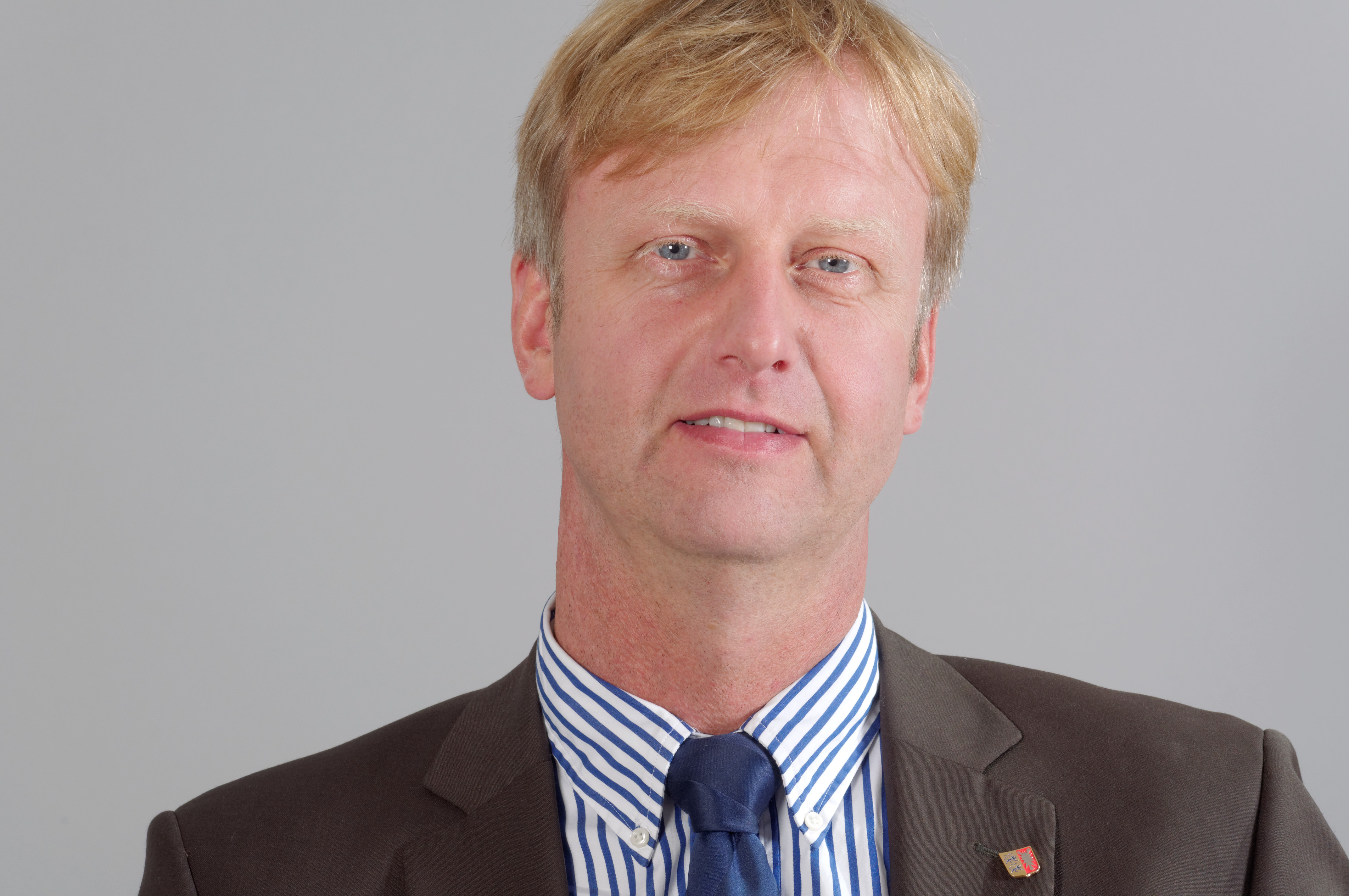
Heiner Rickers (2013)

Heiner Rickers (* 7. Oktober 1966 in Kellinghusen) ist ein deutscher Politiker (CDU) und seit 2009 Abgeordneter des Schleswig-Holsteinischen Landtages.

## Leben und Beruf
Rickers absolvierte nach seinem Abitur 1986 eine Ausbildung zum Landwirt. Von 1988 bis 1989 absolvierte er den Grundwehrdienst. Anschließend studierte er drei Jahre lang Landwirtschaft und beendete das Studium mit einem Abschluss als Agraringenieur. Seit 1993 ist er als selbstständiger Landwirt tätig.
Rickers ist evangelisch-lutherisch, verheiratet und hat zwei Kinder.

## Politik
Rickers engagiert sich seit 1992 in der Kommunalpolitik. Seit 2003 ist er Bürgermeister von Oeschebüttel sowie Vorsitzender des Rechnungsprüfungsausschusses des Amtes Kellinghusen. Von 2008 bis 2010 war Rickers Mitglied des Kreistages Steinburg und ist seit August 2012 Vorsitzender des CDU-Kreisverbandes Steinburg.

## Abgeordneter
Bei der vorgezogenen Landtagswahl in Schleswig-Holstein 2009 für die 17. Wahlperiode wurde Rickers im Wahlkreis Steinburg-Ost direkt in den Landtag gewählt. Er wurde Mitglied im Europaausschuss und im Umwelt- und Agrarausschuss sowie stellvertretendes Mitglied im Bildungsausschuss und dem Petitionsausschuss. Bei der Landtagswahl 2012 konnte er sein Mandat verteidigen und war weiterhin ordentliches Mitglied im Bildungsausschuss, ab November 2014 stellvertretendes Mitglied. Rickers war zudem agrar- und umweltpolitischer Sprecher der CDU-Landtagsfraktion. Im Februar 2016 wurde Rickers für den Wahlkreis 21 (Steinburg-Ost) mit 98,3 Prozent als Direktkandidat für die Landtagswahl 2017 nominiert. Bei der Landtagswahl 2017 zog Heiner Rickers mit 43,9 Prozent der Erststimmen wiederum als direkt gewählter Abgeordneter für die 19. Wahlperiode in den Landtag ein. Bei der Landtagswahl 2022 wiederholte Rickers mit 49,3 Prozent der Erststimmen den Einzug in den Landtag als direkt gewählter Abgeordneter für die 20. Wahlperiode.

## Gesellschaftliches Engagement
Rickers engagiert sich ehrenamtlich als Mitglied in berufsständischen Verbänden und Vereinen, wie bei der Freiwilligen Feuerwehr und dem Roten Kreuz. Er ist außerdem Amtsausschussmitglied und hat den stellvertretenden Vorsitz im Schulverband Kellinghusen inne.